# St. Maria Rosenkranz (Essen-Bochold)

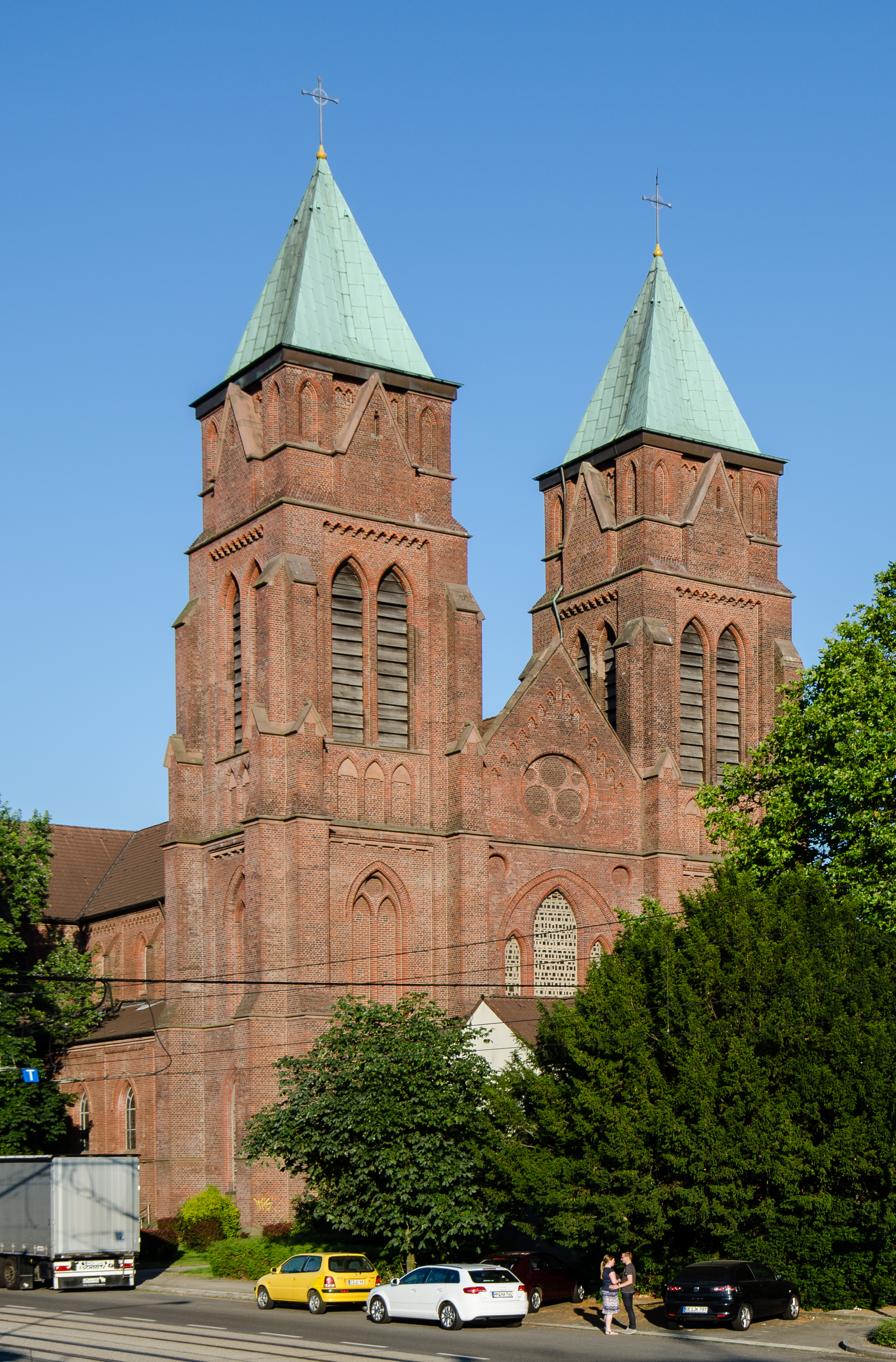
St. Maria Rosenkranz Bochold

Die Kirche St. Maria Rosenkranz ist ein römisch-katholisches Kirchengebäude im Essener Stadtteil Bochold. Sie wurde von 1887 bis 1888 erbaut und gehört heute zur Pfarrgemeinde St. Dionysius.

## Baugeschichte
Im Jahr 1867 hatte der Orden der Barmherzigen Schwestern von der hl. Elisabeth das klassizistische Haus Berge dem Landrat Friedrich Leopold Devens abgekauft, um es als Waisenhaus und Krankenpflegeanstalt zu nutzen. Sie stellten auf Wunsch des Rektors der Klosterkirche Johan Werner Mähler einen auf dem Vorplatz von Haus Berge gelegenen Schafstall mit langgestreckter Fachwerk-Scheune für den Bau einer Notkirche zur Verfügung. Am 15. September 1868 wurde diese durch den Dechanten Hermann Köllmann geweiht. Zugegen waren neben der Geistlichkeit der Borbecker Bürgermeister Wilhelm Faehre und die Direktoren der Phönixhütte und der Zinkhütte. Durch Einwanderung vieler Arbeiter für die umliegenden Industriebetriebe (darunter die Zeche Carolus Magnus, die Phönixhütte, die Zinkhütte und die Borbecker Maschinenfabrik) wuchs die Bevölkerung in kurzer Zeit stark an, so dass selbst die 1800 Personen fassende Notkirche schnell zu klein geworden war. Infolgedessen wurde 1877 ein Kirchbauverein gegründet. Durch eine große Anzahl an Spenden konnte am 17. Juli 1887 der Grundstein für die neue Kirche gelegt werden. Sie wurde am 18. November 1888 geweiht. Die Errichtung des westlichen Turmpaares folgte in den Jahren 1900 bis 1901. Die Baupläne stammten vom deutsch-österreichischen Architekten Friedrich von Schmidt, der sie ohne Honorar zur Verfügung stellte. Die Bauleitung hatte der Diözesanbaumeister Wilhelm Blanke (1851–1920), die Bauausführung übernahm die Borbecker Firma Pothmann. Auf die Vierung des Daches wurde ein 10 Meter hoher Dachreiter gesetzt.
1901 lieferte die Glockengießerei Otto aus Hemelingen/Bremen vier Bronzeglocken. Sie haben folgende Schlagtonreihe c' – d' – e' – f'. Die Durchmesser der Glocken betragen 1600, 1430, 1280 und 1180 mm. Sie wiegen 2799, 1966, 1413 und 1170 kg. Die Glocken haben die Glockenbeschlagnahmen der beiden Weltkriege des vergangenen Jahrhunderts überstanden.
Im Jahr 1927 wurde das Gotteshaus wegen Bergschäden baulich verändert instandgesetzt.

## Zweiter Weltkrieg und die Folgen
Im Zweiten Weltkrieg, bei Luftangriffen in der Nacht vom 25. auf den 26. Juli 1943, wurden Kirchengebäude und Pfarrhaus durch Brandbomben zerstört. Unter der Orgelbühne wurde provisorische ein Holzkirche gebaut und am 13. August 1944 geweiht. Sie wurde bei einem weiteren Großangriff am 25. Oktber 1944 getroffen und brannte aus. Auf dem nahen Gaufeld diente nach Kriegsende eine Steinbaracke als Notkirche, die am Fronleichnamstag 1945 geweiht wurde. Die im Sommer 1942 beschlagnahmten Glocken kamen zurück und wurden 1947 wieder in den instandgesetzten Glockenstuhl der Kirchenruine eingesetzt. Ab Januar 1950 wurde die Kirche durch den Architekten Engelbert Köjer verändert und ohne Vierungsturm wiederaufgebaut, so dass im August 1951 wieder Gottesdienste stattfanden. In einem abgetrennten Drittel der Kirche wurde am 4. Mai 1951 temporär das Kino Regina-Lichtspiele eröffnet. Im März 1952 erhielten die einst hochspitzen Kirchtürme flache Abdeckungen mit Kugel und Kreuz, die 1975 durch etwa 10 Meter hohe Faltdächer ersetzt wurden. Zwischen 1950 und der Mitte der 1960er Jahre entstand aus den Maueresten und Pfeilern die heutige dreischiffige Basilika mit Querhaus. Das ursprüngliche Kreuzrippengewölbe wurde durch Flachdecken ersetzt. Im Spätherbst 1977 folgte der Neubau der Sakristei nach Plänen des Borbecker Architekten Willi Plato. 1993 wurde die verrußte Außenfassade gesandstrahlt, so dass der Ziegelbau seine normale Farbe wieder zeigt. Am 10. September 1993 fand die Grundsteinlegung für ein neues Gemeindezentrum des Essener Architekten Franz-Josef Gierse statt.